# Artur Davis

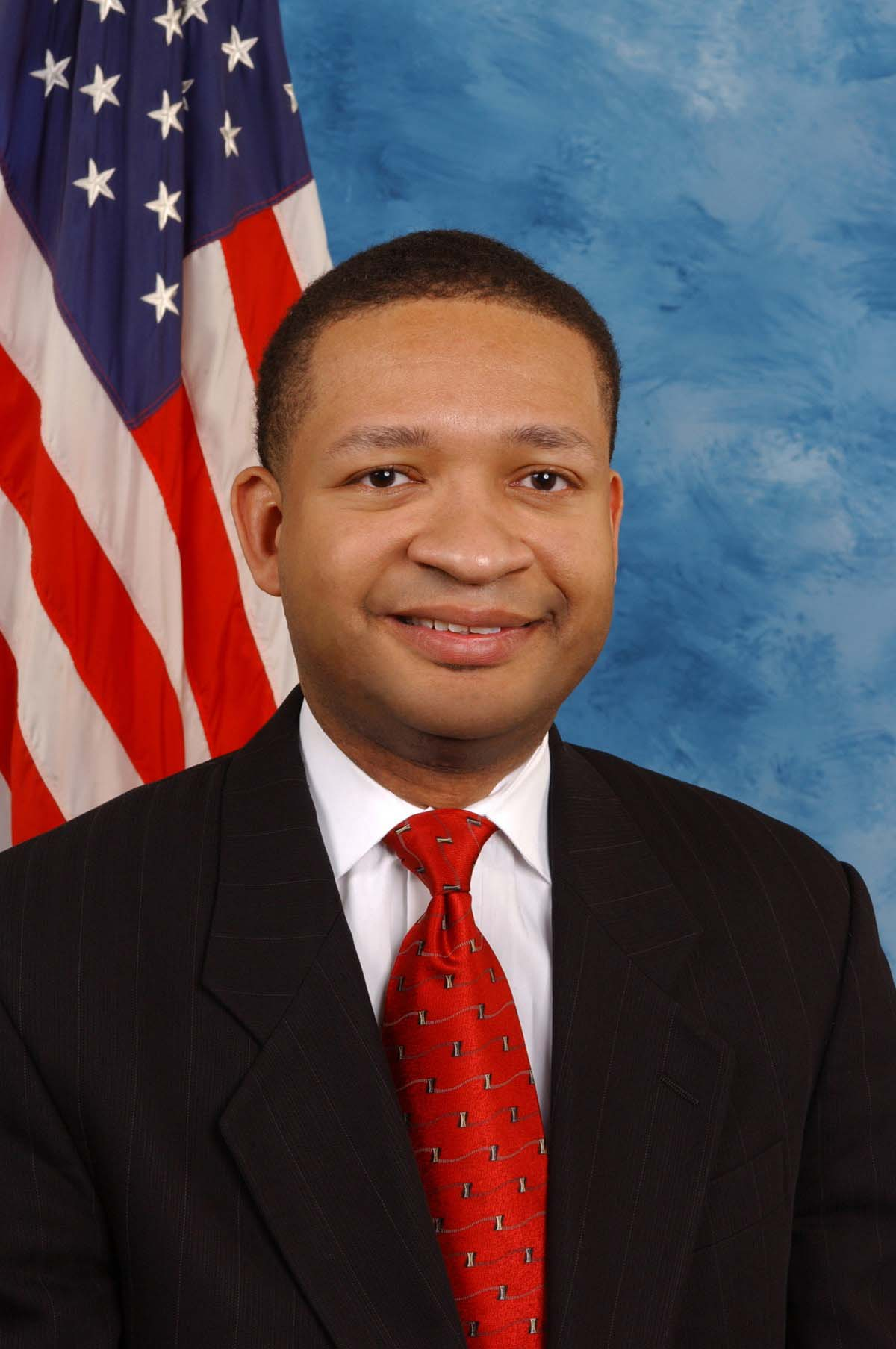
Artur Davis

Artur Genestre Davis (nascido em 9 de outubro de 1967) é um político norte-americano com base eleitoral no Alabama, foi membro da Câmara dos Representantes dos Estados Unidos entre 3 de janeiro de 2003 a 3 de janeiro de 2011.

## Biografia
Davis nasceu em Montgomery, no Alabama, e foi criado por sua mãe e sua avó. Graduou-se na Jefferson Davis High School e, mais tarde, cursou na Universidade de Harvard.
Depois de trabalhar como estagiário na Southern Poverty Law Center, e depois como advogado de direitos civis, ele atuou como assistente de advocacia.

## Carreira Política
Davis foi eleito representante do 7º distrito do Alabama em 2002, tomou posse em 2003, em seu mandato foi membro das comissões de segurança social, cidadania, imigração, segurança das fronteiras, entre outros.
Foi reeleito em 2004 com 74,97% dos votos, sendo reeleito em 2006 e 2008, na eleição para governador do Alabama em 2010 foi candidato na primária do Partido Democrata, sendo derrotado.